# Stevie Wonder
Stevland Morris Judkins Hardaway, bedre kendt som Stevie Wonder (født 13. maj 1950 i Michigan), er en amerikansk sangskriver, sanger, pianist og mundharmonikaspiller (kromatisk). Den blinde Stevland Morris fik tilnavnet 'Little Stevie Wonder', da han som 12-årigt 'vidunderbarn' brød igennem på pladeselskabet Motown med nummeret "Fingertips", hvor han sang og spillede mundharmonika. Hans store stemmepragt, det indlevende sangforedrag og det karakteristiske mundharmonikaspil har fra starten til i dag været Stevie Wonders kendemærke.
Samtidig viste han sig allerede i en tidlig alder som en af populærmusikkens allerstørste kompositoriske talenter. Stevie Wonder har skrevet en lang række hits som "Sir Duke", "Superstition", "Superwoman (Where Were You When I Needed You)", "Lately", "Happy Birthday", "You Are the Sunshine of My Life", "As", "Isn't She Lovely", "I Just Called to Say I Love You", "I Wish" og "So What the Fuss". Han var i 1970'erne en de kunstnere, der var med til at sprænge skabelonen for popsange med numre på op til 7-8 minutter.
Han har været en stor inspirator for adskillige musikere og mange af hans numre er blevet genindspillet af andre sangere bl.a. "Pastime Paradise", der i Coolios version hed "Gangsta's Paradise", "As" af George Michael og "I Wish" som Will Smith lavede til filmen Wild Wild West.
Stevie Wonders er ikke født blind. Han blev blind som spæd, da han fødtes for tidligt og i kuvøsen fik for meget ilt i luftblandingen, hvorved øjnene tog permanent skade.[kilde mangler]

## Baggrund

### Den gyldne periode
Frem til 1971 indspillede Wonder primært andre kunstneres materiale. Blandt hans største hits i denne periode kan nævnes "My Cherie Amour". Hans mest kreative og nyskabende periode indledtes i 1972 og varede til og med albummet Hotter Than July fra 1980. I disse år lavede Wonder adskillige indspilninger, hvor han selv havde skrevet tekst og musik, selv sang vokalen, spillede samtlige instrumenter, arrangerede og producerede. Det resulterede i album som:
- Talking Book (1972)
- Music of My Mind (1972)
- Innervisions (1973)
- Fulfillingness' First Finale (1974)
- Songs in the Key of Life (1976)
- Journey Through the Secret Life of Plants (1979)
- Hotter Than July (1980)

Med den eksperimenterende, kølige, afrikansk og asiatisk inspirerede film-plade Journey Through the Secret Life of Plants som en mulig undtagelse står disse album alle tilbage som klassikere. Særligt dobbeltalbummet (med indlagt ekstra EP) Songs in the Key of Life, der rummer hits som: "Love's in Need of Love Today", "Sir Duke", "I Wish", "Knocks Me Off My Feet", "Isn't She Lovely", "As", "Pasttime Paradise" og "Another Star". At Wonder netop her, midt i 1970'erne, nåede sit foreløbige højdepunkt var en bemærkelsesværdig præstation, ikke mindst i betragtning af, at han i 1973 havde været ude for en alvorlig trafikulykke. En træplanke blev slynget fra et vognlad ind gennem sideruden på en personbil og ramte Stevie Wonder i hovedet. Han blev livstruende såret og lå længe i koma. Da han kom sig over ulykken, viste det sig, at han for resten af livet havde mistet lugtesansen. Stevie Wonder var i forvejen blind, men den musikalske sans havde ikke taget skade.
Stevie Wonder har også haft succes med musikalske hyldester til forskellige kolleger. Har har fx optrådt med en sang til Motown-legenden 'Uncle Ray', Ray Charles. Han skrev reggae-hittet "Master Blaster" som hyldest til Bob Marley og "Sir Duke" til Duke Ellington. Stevie Wonder var på koncertturne med vennen Bob Marley i efteråret 1980, da Marley kollapsede og siden døde af kræft.

### 1980'erne og 1990'erne
Stevie Wonders produktion i 1980'erne og 1990'erne gik voldsomt ned i såvel kadence som kvalitet. Der gik mange år mellem hans album og endnu flere mellem succeserne, selv om han nu forsøgte sig meget behændigt med decideret mainstream-pop. Hans største hit i perioden blev popsangen "I Just Called to Say I Love You" fra 1984. I disse to årtier etablerede Stevie Wonder sig sig samtidig som en førende sangskriver og især producer og studiemusiker for andre kunstnere. Han har indspillet numre sammen med blandt andre Paul McCartney (fx McCartneys "Ebony and Ivory" og "What's That You're Doing?", som de to kunstnere har skrevet i fællesskab) og Michael Jackson. Han har også arbejdet sammen med kolleger for at samle penge ind ved adskillige velgørenhedsarrangementer, fx til fordel for de sultende i Afrika ("We Are the World"), de blinde eller til AIDS-forskningen ("That's What Friends Are For"). Han er desuden en aktiv støtte for Det Demokratiske Parti.
Han var aktiv i den vellykkede kampagne for at gøre Martin Luther Kings fødselsdag til en national helligdag. I den anledning skrev han sangen "Happy Birthday" fra albummet Hotter Than July. Siden engagerede han sig bl.a. i den ligeledes vellykkede kampagne for løsladelse af den fængslede ANC-leder Nelson Mandela, Sydafrikas senere præsident. Sangen "It's Wrong (Apartheid)" stammer fra denne kampagne. Disse (og andre) kampagner fulgte op på Wonders udprægede sociale engagement, som viste sig tidligt og ofte kom til udtryk i hans sangtekster, eksempelvis i sangene "Village Ghetto Land" og "Living for the City" – og "Black Man", som handler om racemæssigt ligeværd. Foruden de socialt indignerede og de antiracistiske sange har Wonder også altid skrevet religiøse (kristne) sangtekster. De fleste af de Stevie Wonder-hits, der står tilbage som klassikere, er dog apolitiske og ikke-religiøse sange i form af ballader som "Lately" og "Superwoman" og de mere funky dansenumre som "Superstition" og "Sir Duke" fra 1970'erne.
I 1980'erne og 1990'erne udsendte Stevie Wonder følgende album:
- The Woman in Red (Soundtrack) (1984)
- In Square Circle (1985)
- Characters (1987)
- Jungle Fever (opsamling/soundtrack) (1991)
- Conversation Peace (1996)
- Natural Wonder (Livealbum) (1998)

Han fik for første gang i 20 år en top 5-succes med albummet A Time 2 Love fra 2005, hvor han dels er vendt tilbage til en lidt "renere" soul/funk-variant, end den han begyndte at praktisere i 1980'erne, dels anvender fraseringer i sin sang, som adskiller sig fra hans velkendte store register. Hvor han tidligere udnyttede sin stemmes kolossale fylde og spændvidde til det yderste, betjener han sig nu ofte af noget enklere, men overraskende halvtonenedgange i versafslutningerne.
Stevie Wonder har modtaget 22 amerikanske grammyer.
Han har med sit særegne jazzede mundharmonikaspil været med på nyere jazzplader af Herbie Hancock.

### Privat
Stevie Wonder blev på sin 55-års fødselsdag den 13. maj 2005 far for syvende gang. Mandla Kadjay Carl Stevland Morris blev hans andet barn med hans nuværende hustru modedesigner Kai Milla Morris.

### Producer og sangskriver for andre kunstnere
Blandt Stevie Wonders mest betydelige kompositioner eller co-kompositioner for andre kunstnere kan nævnes "The Tears of a Clown" med Smokey Robinson & The Miracles, "It's a Shame" med The Spinners, " "I Can't Help It" med Michael Jackson, "Tell Me Something Good" med Rufus, "'Cause We've Ended As Lovers" med Jeff Beck, & Chaka Khan, og "You Are My Heaven" med Roberta Flack & Donny Hathaway. Han har desuden samarbejdet med blandt andre Quincy Jones, Barbra Streisand, Kenneth "Babyface" Edmonds, B.B. King, The Supremes, The Temptations, Dionne Warwick, Julio Iglesias, og den tidligere forsanger i Musical Youth, Dennis Seaton.

## Diskografi
- The Jazz Soul of Little Stevie (1962)
- Tribute to Uncle Ray (1962)
- With a Song in My Heart (1963)
- Stevie at the Beach (1964)
- Up-Tight (1966)
- Down to Earth (1966)
- I Was Made to Love Her (1967)
- Someday at Christmas (1967)
- Eivets Rednow (1968)
- For Once in My Life (1968)
- My Cherie Amour (1969)
- Signed, Sealed & Delivered (1970)
- Where I'm Coming From (1971)
- Music of My Mind (1972)
- Talking Book (1972)
- Innervisions (1973)
- Fulfillingness' First Finale (1974)
- Songs in the Key of Life (1976)
- Stevie Wonder's Journey Through "The Secret Life of Plants" (1979, soundtrack)
- Hotter than July (1980)
- The Woman in Red (1984, soundtrack)
- In Square Circle (1985)
- Characters (1987)
- Jungle Fever (1991, soundtrack)
- Conversation Peace (1995)
- A Time to Love (2005)

### Hits
Treogtredive af Stevie Wonders singler er blevet Top Ti-hits i enten USA eller Storbritannien. Det gælder følgende:
- 1963: "Fingertips" (USA #1)
- 1965: "Uptight (Everything's Alright)" (USA #3)
- 1966: "Blowin' in the Wind" (USA #9) (skrevet af Bob Dylan)
- 1966: "A Place in the Sun" (USA #9)
- 1967: "I Was Made to Love Her"(US #2, UK #5)
- 1968: "For Once in My Life" (USA #2, UK #3)
- 1968: "Shoo-Be-Doo-Be-Doo-Da-Day" (USA #9)
- 1969: "My Cherie Amour" (USA #4, UK #4)
- 1969: "Yester-Me, Yester-You, Yesterday" (USA #7, UK #2)
- 1970: "Never Had A Dream Come True" (UK #6)
- 1970: "Signed, Sealed, Delivered I'm Yours" (USA #3)
- 1970: "Heaven Help Us All" (USA #9)
- 1971: "If You Really Love Me" (US #8)
- 1972: "Superstition" (USA #1)
- 1973: "You Are the Sunshine of My Life" (USA #1, UK #7)
- 1973: "Higher Ground" (USA #4)
- 1973: "Living for the City" (USA #8)
- 1974: "He's Misstra Know It All" (UK #10)
- 1974: "You Haven't Done Nothin'" (sammen med The Jackson 5) (USA #1)
- 1974: "Boogie On Reggae Woman" (USA #3)
- 1977: "I Wish" (USA #1, UK #5)
- 1977: "Sir Duke" (USA #1, UK #2)
- 1979: "Send One Your Love" (USA #4)
- 1980: "Master Blaster (Jammin)" (USA #5, UK #2)
- 1980: "I Ain't Gonna Stand For It" (UK #10)
- 1981: "Lately" (UK #3)
- 1981: "Happy Birthday" (UK #2)
- 1982: "Ebony and Ivory" (duet med Paul McCartney) (USA #1, UK #1)
- 1982: "That Girl" (USA #4)
- 1982: "Do I Do" (UK #10)
- 1984: "I Just Called to Say I Love You" (USA #1, UK #1)
- 1985: "Part-Time Lover" (USA #1, UK #3)
- 1985: "Go Home" (USA #10)

Tolv Stevie Wonder-album nåede Top Ti i USA eller Storbritannien:
- 1963: Recorded Live: The 12 Year Old Genius (USA #1)
- 1972: Talking Book (USA #3)
- 1973: Innervisions (USA #4, UK #8)
- 1974: Fulfillingness' First Finale (USA #1, UK #5)
- 1976: Songs in the Key of Life (USA #1, UK #2)
- 1979: Journey through the Secret Life of Plants, Soundtrack (USA #4, UK #8)
- 1980: Hotter than July (USA #3, UK #2)
- 1982: Stevie Wonder's Original Musiquarium (USA #4, UK #8)
- 1984: The Woman in Red Soundtrack (USA #4, UK #2)
- 1985: In Square Circle (USA #5, UK #5)
- 1995: Conversation Peace (UK #8)
- 2005: A Time to Love (USA #5)